# Mark Burke
Mark Burke est un footballeur anglais né le 12 février 1969. Il était milieu de terrain.

## Palmarès
- Champion d'Angleterre de Division 4 en 1991
- Champion de Suède de Division 4 en 2001